# Hangfire (película)
Hangfire (conocida en Brasil como Uma Cidade em Perigo) es una película de acción y suspenso de 1991, dirigida por Peter Maris, escrita por Brian D. Jeffries, musicalizada por Jim Price, en la fotografía estuvo Mark Morris y los protagonistas son Brad Davis, Kim Delaney y Ken Foree, entre otros. El filme fue realizado por Motion Picture Corporation of America (MPCA), se estrenó el 11 de enero de 1991.

## Sinopsis
Varios delincuentes que están en fuga toman como rehén a un veterano de Vietnam, su cónyuge, se alista con la cooperación de un viejo amigo del ejército para encontrarlo, mientras que un guardia nacional rudo lleva un grupo de soldados determinados a eliminar o atrapar a todos los presos, incluso si tuvieran que matar al total de los rehenes.